# Вольфганг Гаас
Вольфганг Хаас (нім. Wolfgang Haas, 7 вересня 1948) — ліхтенштейнський прелат; коад'ютор єпископа Куру з 25 березня 1988 по 22 травня 1990 року; єпископ Куру з 22 травня 1990 по 2 грудня 1997 року; архієпископ Вадуцу з 2 грудня 1997 року.
Висвячений на священника 7 квітня 1974 року у швейцарському місті Кур. 25 березня 1988 року на прохання єпископа цього міста Йоханнеса Фондераха був призначений на посаду коад'ютора. 22 травня 1990 року він сам став єпископом міста Кур.
2 грудня 1997 року Папа Римський Іван-Павло II призначив його на посаду новоствореної архиєпархії Вадуца. Хаас відомий своїми дружніми відносинами та підтримкою консервативного братства Святого Петра.